# Henry Erskine (juriste)
```
Henry « Harry » Erskine
 (
1
er
 novembre 1746
 - 
8 octobre 1817
) est un homme politique et avocat écossais 
Whig
. 
```

## Éducation
Il est le troisième fils d'Agnès, fille de Sir James Steuart, 7e baronnet et Henry Erskine (10e comte de Buchan). Il est le frère de David Erskine (11e comte de Buchan), et du lord chancelier Thomas Erskine (1er baron Erskine). Il fait ses études à l'université de St Andrews (1760-1764), à l'université de Glasgow (1764-1766), puis à l'Université d'Édimbourg en 1766. Il est décrit comme "une silhouette haute et plutôt mince, un visage pétillant de vivacité, une voix douce et claire et une diffusion générale d’élégance".

## Carrière juridique et politique
Il est considéré comme l'avocat qui a effectivement créé l'adversaire moderne. Il est considéré comme un orateur légendaire comparé par ses contemporains à Cicéron.
Il est Lord Advocate de 1783 à 1784 au sein de la Coalition Fox-North et de 1806 à 1807 au ministère de tous les talents. Il est avocat et conseiller d'État auprès du prince de Galles en Écosse à partir de 1783. Doyen de la faculté des avocats de 1785 à 1795, il n’est pas réélu en 1796 en raison de son opposition à la guerre. Lord Cockburn, commentant son remplaçant, fait remarquer que "seule la faculté des avocats a souffert". Robert Burns écrit une ballade commémorant le vote intitulé "Le doyen de la faculté",. En 1788, il a la tâche peu enviable de défendre le célèbre voleur d’Édimbourg Deacon Brodie. Malgré tous ses efforts, Brodie est condamné à mort.
Il siège comme député de Haddington Burghs d'avril à novembre 1806 et de Dumfries Burghs de 1806 à 1807. Il est nommé commissaire pour enquêter sur l'administration de la justice en Écosse en 1808. En 1811, il abandonne la pratique au barreau et se retire dans sa résidence de campagne d'Almondell, dans le West Lothian. Il publie The Emigrant, un Eclogue, 1773 et d'autres poèmes.

## Famille
Il épouse d'abord Christiane, fille de George Fullerton, en 1772. Ils vivent à Shoemakers Close sur le Canongate. Ils ont deux fils et deux filles. Leur fils aîné, Henry, devient le 12e comte de Buchan à la mort de son oncle en 1829. Après la mort de Christiane en mai 1804, Erskine épouse en 1805 sa seconde épouse, fille d'Alexander Munro et veuve de James Turnbull. Ce mariage est sans enfant. Henry Erskine est décédé en octobre 1817, à l'âge de 70 ans. Un buste d'Erskine de Peter Turnerelli se trouve dans la salle du Parlement à Édimbourg.